# Folwarki (Radomsko)
Folwarki (dawn. Folwarki Miejskie) – część miasta Radomsko położona w jego południowej części, w rejonie ul. Stara Droga.
Do 1977 samodzielna miejscowość.

## Historia
Folwarki to dawna wieś i kolonia. Do 1954 należały do gminy Radomsk (Noworadomsk) w powiecie radomszczańskim (1867–1922 pn. noworadomski), początkowo w guberni piotrkowskiej, a od 1919 w woj. łódzkim. Tam 2 listopada 1933 utworzono gromadę o nazwie Folwarki w gminie Radomsk, składającą się ze wsi Folwarki, osady młyńskiej Borowe, przysiółków Klekowiec, Podborowe i Podcerkawizna oraz gruntów kolejowych Pławno Nr IV.
Podczas II wojny światowej Folwarki włączono do Generalnego Gubernatorstwa (dystrykt radomski, Landkreis Radomsko, gmina Radomsko). W 1943 roku liczba mieszkańców wynosiła 1270 mieszkańców. Po wojnie w województwie łódzkim, jako jedna z 16 gromad gminy Radomsko w powiecie radomszczańskim.
W związku z reformą znoszącą gminy jesienią 1954 roku, Folwarki włączono do gromady Zakrzówek, gdzie przetrwały do końca 1972 roku, czyli do kolejnej reformy gminnej.
1 stycznia 1973 weszły w skład reaktywowanej gminy Radomsko w powiecie radomszczańskim w województwie łódzkim. W latach 1975–1977 należały administracyjnie do województwa piotrkowskiego.
1 lutego 1977 Folwarki wyłączono z gminy Radomsko, włączając je do Radomska.